# Mavi Phoenix

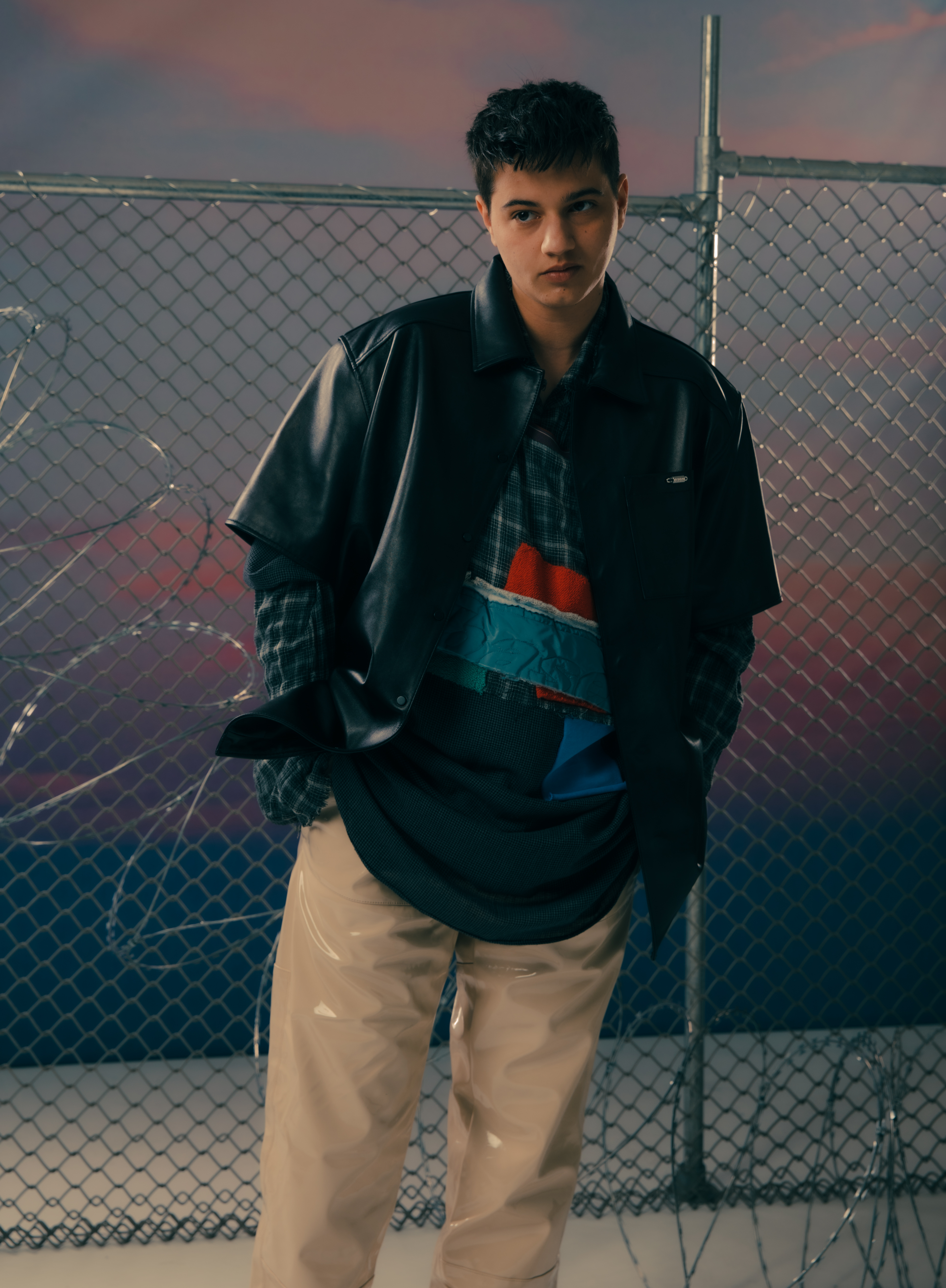
Mavi Phoenix (2021)

Mavi Phoenix, Künstlername von Marlon Nader (* 1. September 1995 als Marlene Molnar in Linz), ist ein österreichischer Popmusiker, Rapper und Musikproduzent. Nach mehreren Nominierungen ab 2017 gewann Phoenix bei der Amadeus-Verleihung 2019 den „FM4-Award“.

## Leben
Nader wurde 1995 in der oberösterreichischen Landeshauptstadt Linz (als Marlene Molnar) geboren. Der Großvater mütterlicherseits war in den 1970er-Jahren als Flüchtling aus Syrien nach Wien gekommen. Nader besuchte einen englischsprachigen Kindergarten und anschließend eine englischsprachige Volksschule.
Nach begeistertem MTV-Sehen begann Nader im Alter von elf Jahren mithilfe der Software GarageBand, Musik zu komponieren. 2013 gewann er den oberösterreichischen Musikwettbewerb Lautstark! Nach der Matura 2015 zog er im Hinblick auf eine Musikkarriere nach Wien und begann ein Studium der Politikwissenschaften.
Im Jahr 2019 hatte Nader unter seinem Künstlernamen Mavi Phoenix mit dem Lied Bullet in My Heart („Kugel in meinem Herzen“) sein Coming-out als trans Mann. Die eingeleitete Testosteron-Therapie führte auch zu einer Verdunkelung seiner Singstimme. Anfang 2020 nannte Phoenix auf Instagram Marlon als seinen Vornamen.

## Musikalisches Schaffen

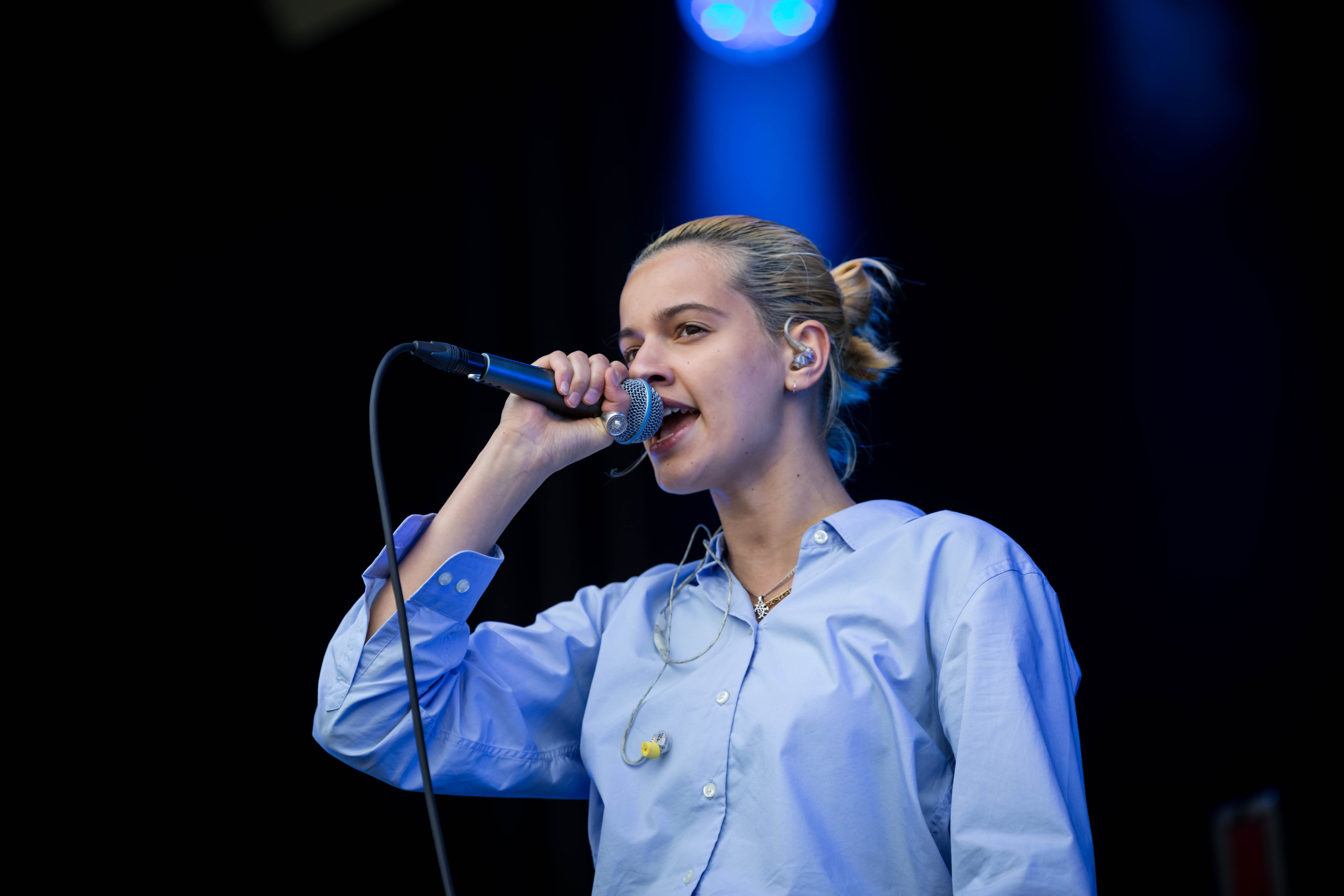
Mavi Phoenix live bei Rock am Ring (2018)

Nader wählte 2014 den Künstlernamen „Mavi Phoenix“ in Anlehnung an den jung verstorbenen Schauspieler River Phoenix (1970–1993); symbolisch war damit ein Neuanfang gemeint.
Musikalisch bewegt sich Mavi Phoenix zwischen Lo-Fi-Pop, Trap und modernem R&B mit einem Einschlag von Electro. Im Kurier urteilte Marco Weise 2017, Phoenix singe in akzentfreiem Englisch zu zeitgenössischen Beats mit eingängigen Melodiefolgen. Besonderes Charakteristikum sei der Auto-Tune-affine Sound, der sich vor allem in der mittels Virtual Studio Technology nachbehandelten Stimme äußere.
Zu musikalischen Vorbildern gehören neben Rappern wie Left Boy, Kanye West, Drake oder Tyler, the Creator auch die Popsängerinnen Miley Cyrus und Lady Gaga. Sein eigenes Schaffen wurde bereits mit jenem von Alternative-Musikerin M. I. A. verglichen.
Phoenix’ erste EP mit dem Titel My Fault entstand unter der Mitwirkung von Left-Boy-Produzent Simon Herzog; die sechs Songs wurden im August 2014 als Gratis-Download veröffentlicht. In der Folge wurde der Radiosender FM4 auf Phoenix aufmerksam und verschaffte der ersten Single Green Queen beachtliches Airplay. Noch vor dem Schulabschluss verpflichteten Bilderbuch den Newcomer als Support für ihre Tournee durch Deutschland, Österreich und die Schweiz.
Ein vorläufiger Durchbruch gelang Phoenix 2016 mit der Single Quiet, die wochenlang Platz eins sowie Platz zwei der Jahreswertung der FM4-Charts belegte. Das Lied stellt ein Statement gegen die Lautstärke unserer Zeit dar (Make the world go quiet „Bring die Welt zum Schweigen“) und erhielt ein Video, das in Berlin produziert wurde, unter anderem im Treptower Park. Das US-Magazin The Fader bezeichnete Phoenix als „bezaubernde Lo-Fi-Heldin“. Die zweite EP Young Prophet erschien im Frühjahr 2017 beim eigenen Label LLT Records und wurde vom DJ Alex the Flipper koproduziert. Phoenix begleitete Milky Chance Anfang des Jahres 2020 als Vorgruppe bei ihrer Europatournee.

## Diskografie
Alben
- 2020: Boys Toys
- 2022: Marlon

Singles und EPs
- 2014: My Fault (EP, Spinnup)
- 2014: Green Queen
- 2015: Little by Little (mit M.P.)
- 2016: Quiet

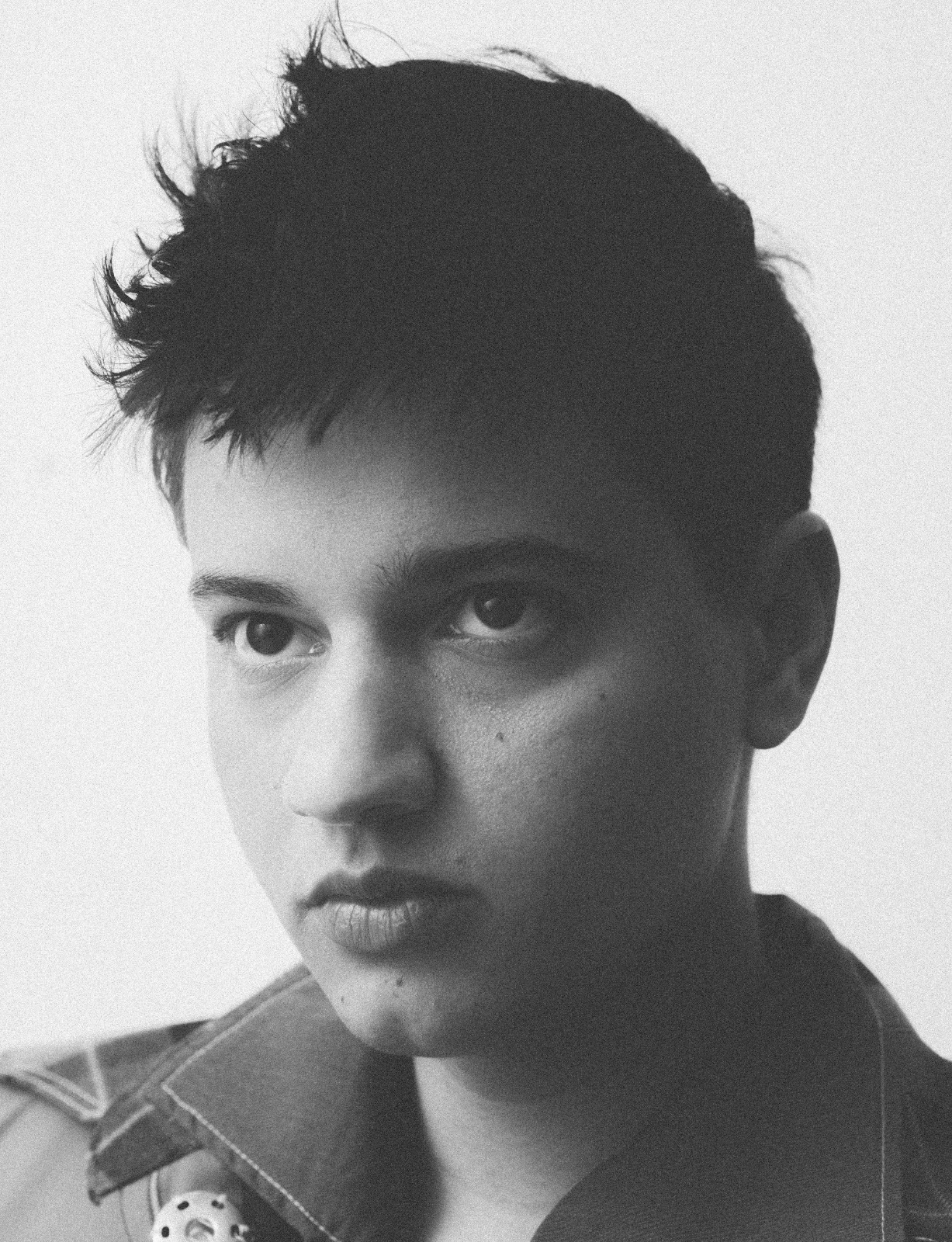
Album Marlon (Cover 2022)

- 2017: Young Prophet (EP, LLT Records)
- 2017: Love Longtime
- 2017: Fly
- 2017: Aventura
- 2017: Janet Jackson
- 2018: Yellow
- 2018: Bite
- 2018: LOS SANTOS
- 2018: Trends
- 2018: Ibiza
- 2018: Prime
- 2018: 7Eleven
- 2018: Babe (Melvv featuring Mavi Phoenix)
- 2018: Young Prophet II (EP, LLT Records)
- 2019: Romantic Mode
- 2019: Bullet in My Heart
- 2021: Grass and the Sun
- 2021: Nothing Good
- 2021: Leaving

## Erfolge
Amadeus Austrian Music Award:
- 2017: Nominierung in der Kategorie „Künstlerin des Jahres“
- 2017: Nominierung für den „FM4-Award“
- 2018: Nominierung in der Kategorie „Alternative“
- 2018: Nominierung für den „FM4-Award“
- 2019: Nominierung in den Kategorien „Songwriter des Jahres“ und „Tonstudiopreis Best Sound“
- 2019: „FM4-Award“[15]
- 2021: Auszeichnung in der Kategorie „HipHop / Urban“[16]